# Casa consistorial de Jarque de la Val
La casa consistorial de Jarque de la Val (Provincia de Teruel, España) es una construcción del siglo XVII, de planta rectangular y dos alturas, que tiene adosada en su lateral occidental la antigua casa parroquial, formando un conjunto contundente y sobrio. 
La fábrica es de mampostería combinada con sillar de refuerzo en los ángulos y marcos de los vanos. La fachada principal consta de dos partes claramente diferenciadas por una imposta: la parte inferior presenta un pórtico abierto mediante tres arcos de medio punto y la superior presenta dos series de vanos adintelados. En definitiva, destacan la sobriedad y simetría en el tratamiento de los paramentos exteriores. 
En el interior, sus dos plantas se encuentran divididas en dos crujías paralelas a la fachada principal, que han sufrido diversas modificaciones a lo largo del tiempo, debido a su continuo cambio de uso. En la actualidad vuelve a ser sede del Ayuntamiento. 